# Акула супова звичайна
Супова акула звичайна (Galeorhinus galeus) — єдиний вид акул роду Супова акула родини Куницеві акули. Інші назви «шкільна акула», «акула-пиятика». Свою назву отримала у зв'язку з тим, що їх плавці використовують для приготування делікатесної юшки.

## Опис
Загальна довжина досягає 2 м. Спостерігається статевий диморфізм: самиці більші за самців. Голова довга. Зуби доволі гострі. Тулуб витягнутий. Має 2 спинних та 1 анальний плавець. Другий плавець на спині дорівнює до анального. Забарвлення спини сіре, а черева — біле.

## Спосіб життя
Це бентофаг, донний вид. Тримається на глибинах до 1100 м на континентальному шельфі. Здатна пересуватися на значні відстані — до 1200 км. Живиться рибами, переважно сардинами, камбалою, гардемарином, морським окунем, тунцем, а також головоногими молюсками, голкошкірими, ракоподібними.
Статева зрілість у самців настає при розмірі у 1,35 м, а у самиць — при 1,5 м. Це яйцеживородна акула. Після 12 місяців вагітності народжується 28-38 дитинчат.
Тривалість життя сягає 55 років.

## Розповсюдження
Зустрічається у Тихому, Індійському та Атлантичному океанах. Мешкає від Північного полярного кола до мису Горн (Південна Америка), від Британської Колумбії (Канада) до Чилі та Перу, біля Австралії, Нової Зеландії.

## Стосунки з людиною
Високі ціни на цих акул призвело до того, що рибалки прозвали цю акул «сірим золотом». Через надмірний вилов належить до уразливих видів. Використовується не лише плавці, але й м'ясо, ребра та печінка, що багато на вітамін А².